# Grand Prix der Volksmusik 2009
Der 24. Grand Prix der Volksmusik fand am 29. August 2009 in den Bavaria Filmstudios in München (Deutschland) statt. Teilnehmerländer waren wie in den Vorjahren Deutschland, Österreich, die Schweiz und Südtirol. In jedem Land wurde eine öffentliche Vorentscheidung im Fernsehen durchgeführt, dabei wurden jeweils vier Titel für das Finale ermittelt.
Die schweizerische Vorentscheidung fand am 25. April in Zürich, die deutsche am 21. Mai in München (Bavariastudios, Moderation: Marianne und Michael), die südtirolische am 8. Mai in Algund bei Meran und die österreichische am 30. Mai in Wien statt. Die Veranstaltungen, zu denen jeweils ein Album mit allen Teilnehmern erschien, wurden live im jeweiligen Fernsehen des Teilnehmerlandes übertragen.
Das Finale wurde am 29. August 2009 aus München vom ZDF im Rahmen einer Eurovisionssendung übertragen und vom ORF, vom Schweizer Fernsehen (SF) und von der RAI Bozen übernommen. Die Sendung wurde ebenfalls wieder von Marianne und Michael moderiert. Zur Finalveranstaltung erscheint ein Album mit den Beiträgen sämtlicher Finalteilnehmer.

## Die Platzierung der schweizerischen Vorentscheidung 2009

### Die vier Schweizer Finaltitel
| Startnr. | Interpret                               | Titel                                  | Komposition                                  | Libretto                       | Platz | Prozente |
| -------- | --------------------------------------- | -------------------------------------- | -------------------------------------------- | ------------------------------ | ----- | -------- |
| 03       | Sängerfreunde und Stefan Roos           | Das Herz einer Mutter                  | Tommy Mustac, Tobias Reitz, Stefan Roos      | wie Komp.                      | 1.    | 19       |
| 01       | Sarah-Jane                              | Bleib doch bei mir                     | Carlo Brunner, Philipp Mettler, Maja Brunner | wie Komp.                      | 2.    | 17,39    |
| 02       | Geni Good und seine Glarner Oberkrainer | Chlefeler Schtimmig                    | Geni Good                                    | Instrumental                   | 3.    | 16,29    |
| 05       | Pläuschler                              | Ich kann nicht aufhören dich zu lieben | Helmut Theil, Marita Theil                   | Doris Doberstein, Helmut Theil | 4.    | 16,09    |

### Schweizer Beiträge nach Startnummer
| Startnr.          | Interpret                               | Titel                                  | Komposition                                        | Libretto                       | Platz  | Prozente |
| ----------------- | --------------------------------------- | -------------------------------------- | -------------------------------------------------- | ------------------------------ | ------ | -------- |
| 01                | Sarah-Jane                              | Bliib doch bi mir                      | Carlo Brunner, Philipp Mettler, Maja Brunner       | wie Komp.                      | 2.     | n. a.    |
| 02                | Geni Good und seine Glarner Oberkrainer | Chlefeler Schtimmig                    | Geni Good                                          | Instrumental                   | 3.     | n. a.    |
| 03                | SängerFREUNDe & Stefan Roos             | Das Herz einer Mutter                  | Tommy Mustac, Tobias Reitz, Stefan Roos            | wie Komp.                      | 1.     | n. a.    |
| 04                | Salvo                                   | Grad wie im siebten Himmel             | Franz Lehner                                       | Salvo Ingrassia                | n. a.  | n. a.    |
| 05                | Pläuschler                              | Ich kann nicht aufhören dich zu lieben | Helmut Theil, Marita Theil                         | Doris Doberstein, Helmut Theil | 4.     | n. a.    |
| 06                | Christian Duss                          | Das Liebeslied der Berge               | Karl-Heinz Bereiter, Elmar Fürer                   | Karl-Heinz Bereiter            | n. a.  | n. a.    |
| 07                | Maria da Vinci                          | Jeder Herzschlag für dich              | Mario Wolf, Christoph Purtscheller, Franz Brachner | wie Komp.                      | n. a.  | n. a.    |
| 08                | Roman Peters                            | La vita e belle                        | Karl Fontana                                       | Maja Brunner                   | n. a.  | n. a.    |
| 09                | Originaler Voralpen Express             | Sag mir das, sag mir was               | Christian Duss                                     | wie Komp.                      | n. a.  | n. a.    |
| 10                | Yasmine-Melanie                         | Schenk mir heut ein bisschen Zeit      | Karl-Heinz Bereiter                                | wie Komp.                      | n. a.  | n. a.    |
| 11                | Michelle und Philipp mit Wirbelwind     | Wenn du mein Herz berührst             | Song Media                                         | wie Komp.                      | n. a.  | n. a.    |
| Veranstaltungsort | Veranstaltungsort                       | Zürich                                 | Zürich                                             | Zürich                         | Zürich | Zürich   |

## Die Titel der deutschen Vorentscheidung 2009

### Die vier deutschen Finaltitel
| Startnr. | Interpret                            | Titel                     | Komposition                              | Libretto                | Platz | Prozente |
| -------- | ------------------------------------ | ------------------------- | ---------------------------------------- | ----------------------- | ----- | -------- |
| 04       | Oswald Sattler und die Bergkameraden | Ich träume von der Heimat | Andy Lütolf                              | wie Komp.               | 1.    | n. a.    |
| 02       | Rico Seith                           | Tausend Augen Hoffnung    | Benjamin Zibret                          | Hans Greiner            | 2.    | n. a.    |
| 01       | Judith und Mel                       | Liebe gibt – Liebe nimmt  | Mel Jersey, Werner Petersburg            | Mel Jersey              | 3.    | n. a.    |
| 03       | Claudia und Alexx                    | Mama, danke               | Hanneliese Kreißl-Wurth, Johannes Kreißl | Hanneliese Kreißl-Wurth | 4.    | n. a.    |

### Deutsche Beiträge nach Startnummer
| Startnr.          | Interpret                            | Titel                              | Komposition                              | Libretto                           | Platz   | Prozente |
| ----------------- | ------------------------------------ | ---------------------------------- | ---------------------------------------- | ---------------------------------- | ------- | -------- |
| 01                | Vladimir Boldt                       | Alle Sterne schaun dir zu          | Tony Hendrik, Mike Linceton              | Bernd Meinunger                    | n. a.   | n. a.    |
| 02                | Isartaler Hexen                      | Brave Mädchen kommen in den Himmel | Uwe Altenried                            | Peter Wessely, Gaby Wessely        | n. a.   | n. a.    |
| 03                | Die Zipfelbuben                      | Das gibt sich bis 70               | Uwe Haselsteiner                         | Mark Bender                        | 4.      | n. a.    |
| 04                | Oswald Sattler und die Bergkameraden | Ich träume von der Heimat          | Andy Lütolf                              | wie Komp.                          | 1.      | n. a.    |
| 05                | Benjamin Grund                       | In nomine patris                   | Benjamin Grund                           | Heiner Graf                        | n. a.   | n. a.    |
| 06                | Florian Fesl                         | Lass uns wieder Freunde sein       | Dagmar Obernosterer                      | wie Komp.                          | n. a.   | n. a.    |
| 07                | Judith & Mel                         | Liebe gibt – Liebe nimmt           | Mel Jersey, Werner Petersburg            | Mel Jersey                         | 3.      | n. a.    |
| 08                | Claudia & Alexx                      | Mama, danke                        | Hanneliese Kreißl-Wurth, Johannes Kreißl | Hanneliese Kreißl-Wurth            | 4.      | n. a.    |
| 09                | Licht                                | Mut zur Liebe                      | Alfons Weindorf                          | Bernd Meinunger                    | n. a.   | n. a.    |
| 10                | Claudia Déchant                      | Nimm diesen Ring                   | Günther Behrle                           | wie Komp.                          | n. a.   | n. a.    |
| 11                | Reiner Kirsten                       | Signora, come stai?                | André Franke                             | Piere Luzern                       | n. a.   | n. a.    |
| 12                | Rico Seith                           | Tausend Augen Hoffnung             | Benjamin Zibret                          | Hans Greiner                       | n. a.   | n. a.    |
| 13                | Schlagerfeuer                        | Unsere Erde                        | Rüdiger Gerndt, Enrico Falcone           | Klaus Juergen Jakob, Jutta Gerndt  | n. a.   | n. a.    |
| 14                | Dorfrocker                           | Unter’m Tanzboden sitzt der Teufel | Tobias Thomann                           | Tobias Thomann, Jutta Staudenmayer | n. a.   | n. a.    |
| 15                | Bel Amis                             | Vaterunser                         | Ewald Schumacher, Giuseppe di Musica     | wie Komp.                          | n. a.   | n. a.    |
| Veranstaltungsort | Veranstaltungsort                    | München                            | München                                  | München                            | München | München  |

## Die Platzierung der österreichischen Vorentscheidung 2009

### Die vier österreichischen Finaltitel
| Startnr. | Interpret                    | Titel                                                | Komposition      | Libretto            | Platz | Prozente |
| -------- | ---------------------------- | ---------------------------------------------------- | ---------------- | ------------------- | ----- | -------- |
| 15       | Pfarrer Franz Brei & signum! | Das Leben …                                          | Walter Wessely   | Herbert Hirschler   | 1.    | n. a.    |
| 13       | Andreas Gabalier             | So liab hob i di                                     | Andreas Gabalier | Andreas Gabalier    | 2.    | n. a.    |
| 08       | Die Grubertaler              | Du darfst beim Autofahr’n nit auf die Mädels schau’n | Uwe Altenried    | Jutta Staudenmayer  | 3.    | n. a.    |
| 09       | Leona und Swen               | Mach das noch mal mit mir                            | Hannes Marold    | Dagmar Obernosterer | 4.    | n. a.    |

### Österreichische Beiträge nach Startnummer
| Startnr.          | Interpret                    | Titel                                                | Komposition                         | Libretto                                           | Platz  | Prozente |
| ----------------- | ---------------------------- | ---------------------------------------------------- | ----------------------------------- | -------------------------------------------------- | ------ | -------- |
| 01                | Zellberg Buam                | Sing ma no oan                                       | Uwe Altenried                       | Mark Bender                                        | n. a.  | n. a.    |
| 02                | Bernd Roberts                | Hör auf dein Herz                                    | Michael Oswald                      | wie Komp.                                          | n. a.  | n. a.    |
| 03                | Steirerbluat                 | Wir sind alle keine Engel                            | Walter Wilfinger                    | wie Komp.                                          | n. a.  | n. a.    |
| 04                | Dunja                        | Meine Liebe zu dir                                   | Adolf Rodax, Herbert Moser          | Herbert Moser, Dunja Klein                         | n. a.  | n. a.    |
| 05                | Zillertaler Gipfelstürmer    | Ich möchte mit dir die Sunn aufgehn sehn             | Fritz Diesenreiter, Claus Haslinger | wie Komp.                                          | n. a.  | n. a.    |
| 06                | Yves                         | Mama                                                 | Chikuru Múlume, Gerald Schuller     | Chikuru Múlume, Tini Kainrath, Christian Zierhofer | n. a.  | n. a.    |
| 07                | Die Aufgeiger                | Sommerfieber                                         | Lenny Cash                          | Karl-Heinz Bereiter, Lenny Cash                    | n. a.  | n. a.    |
| 08                | Die Grubertaler              | Du darfst beim Autofahr’n nit auf die Mädels schau’n | Uwe Altenried                       | Jutta Staudenmayer                                 | 3.     | n. a.    |
| 09                | Leona & Swen                 | Mach das nochmal mit mir                             | Hannes Marold                       | Dagmar Obernosterer                                | 4.     | n. a.    |
| 10                | Helga Frank                  | Das Karussell dreht sich weiter                      | Christian Bruhn                     | Tobias Reitz, Wiebke Wimmer                        | nn. a. | n. a.    |
| 11                | Melanie                      | I g’hör nur dir                                      | Gerhard Skarits                     | Iris Schachinger                                   | n. a.  | n. a.    |
| 12                | Die jungen Zillertaler       | Drobn aufm Berg                                      | Willy Michael Willmann              | B. Vergeiner                                       | n. a.  | n. a.    |
| 13                | Andreas Gabalier             | So liab hob i di                                     | Andreas Gabalier                    | wie Komp.                                          | 2.     | n. a.    |
| 14                | Natalie Holzner              | Alles fürs Herz                                      | Dagmar Obernosterer                 | wie Komp.                                          | n. a.  | n. a.    |
| 15                | Pfarrer Franz Brei & Signum! | Das Leben …                                          | Walter Wessely                      | Herbert Hirschler                                  | 1.     | n. a.    |
| Veranstaltungsort | Veranstaltungsort            | Wien                                                 | Wien                                | Wien                                               | Wien   | Wien     |

## Die Titel der südtirolischen Vorentscheidung 2009

### Die vier Südtiroler Finaltitel
Der südtirolische Vorentscheid fand am 8. Mai 2009 in Meran statt.
| Startnr. | Interpret                          | Titel                       | Komposition              | Libretto                              | Platz | Prozente |
| -------- | ---------------------------------- | --------------------------- | ------------------------ | ------------------------------------- | ----- | -------- |
| 13       | Volxrock                           | Wenn du kannst              | Tommy Mayr               | Sandra Mareike                        | 1.    | n. a.    |
| 09       | Sauguat                            | Mei Reschen am See          | Marco Diana, Fabio Omero | Marco Diana, Walter Kutt, Fabio Omero | 2.    | n. a.    |
| 02       | Vincent und Fernando               | Der Engel von Marienberg    | Marco Diana, Fabio Omero | wie Komp.                             | 3.    | n. a.    |
| 14       | Alex und die Grödner Alphornbläser | Wenn i auf Bergeshöhen steh | Tommy Mayr               | Alexander Pezze, Tommy Mayr           | 4.    | n. a.    |

### Südtiroler Beiträge nach Startnummer
| Startnr.          | Interpret                          | Titel                            | Komposition                        | Libretto                              | Platz | Prozente |
| ----------------- | ---------------------------------- | -------------------------------- | ---------------------------------- | ------------------------------------- | ----- | -------- |
| 01                | Das Schlernsextett                 | Andreas Hofer                    | Heinrich Gamper                    | Adele Fink                            | n. a. | n. a.    |
| 02                | Vincent & Fernando                 | Der Engel von Marienberg         | Marco Diana, Fabio Omero           | wie Komp.                             | 3.    | n. a.    |
| 03                | Die Vaiolets                       | Die Blume, die im Herzen blüht   | Marco Diana                        | Heiner Graf                           | n. a. | n. a.    |
| 04                | Die vier Südtiroler                | Ein ganzes Herz voll Jahresringe | Team Musica, Hans Greiner          | Herbert Moser, Dunja Klein            | n. a. | n. a.    |
| 05                | Patrick und seine Freunde          | Ein gutes Wort                   | Hans Laurin                        | Richard Perkmann, Hans Laurin         | n. a. | n. a.    |
| 06                | Konrad Goller und Corinne          | Farben der Liebe                 | Heinrich Gamper                    | Adele Fink                            | n. a. | n. a.    |
| 07                | Bergfeuer                          | Himalaya                         | Georg David Auer                   | Peter Wessely, Gaby Wessely           | n. a. | n. a.    |
| 08                | Samira Dalnodar                    | Kinder und Blumen                | Marco Diana, Fabio Omero           | wie Komp.                             | n. a. | n. a.    |
| 09                | Sauguat                            | Mein Reschen am See              | Marco Diana, Fabio Omero           | Marco Diana, Fabio Omero, Walter Kutt | 2.    | n. a.    |
| 10                | Die Pustertaler                    | Ohne die Musig                   | Hubert Leimegger                   | wie Komp.                             | n. a. | n. a.    |
| 11                | Graziano                           | Romantica                        | Graziano Facchini, Luis Stuflesser | Bernd Meinunger                       | n. a. | n. a.    |
| 12                | Die Hopfenmusig                    | Südtiroler Marsch                | Norbert Rabanser                   | wie Komp.                             | n. a. | n. a.    |
| 13                | Volxrock                           | Wenn du kannst                   | Tommy Mayr                         | Sandra Mareike                        | 1.    | n. a.    |
| 14                | Alex und die Grödner Alphornbläser | Wenn i auf Bergeshöhen steh      | Tommy Mayr                         | Alexander Pezzei, Tommy Mayr          | 4.    | n. a.    |
| 15                | Etschlandexpress und Marion        | Wenn ich die Berge seh           | Walter Oberbrandacher              | Heiner Graf                           | n. a. | n. a.    |
| Veranstaltungsort | Veranstaltungsort                  | Meran                            | Meran                              | Meran                                 | Meran | Meran    |

## Ergebnis des Finales
| Platz | Land | Interpret                       | Titel                                                  | CH | A  | I  | D  | Punkte |
| ----- | ---- | ------------------------------- | ------------------------------------------------------ | -- | -- | -- | -- | ------ |
| 01.   | I    | Vincent & Fernando              | Der Engel von Marienberg                               | 12 | 12 | 0X | 12 | 36     |
| 02.   | D    | Bergkameraden & Sattler         | Ich träume von der Heimat                              | 11 | 10 | 12 | 0X | 33     |
| 03.   | A    | Pfarrer Brei + Signum           | Das Leben                                              | 08 | 0X | 11 | 11 | 30     |
| 04.   | A    | Grubertaler                     | Du darfst beim Autofahr’n nicht auf die Mädels schau’n | 10 | 0X | 10 | 09 | 29     |
| 05.   | D    | Claudia & Alexx                 | Mama, danke                                            | 09 | 11 | 07 | 0X | 27     |
| 06.   | D    | Rico Seith                      | Tausend Augen Hoffnung                                 | 07 | 09 | 08 | 0X | 24     |
| 07.   | A    | Leona & Sven                    | Mach das nochmal mit mir                               | 06 | 0X | 06 | 10 | 22     |
| 08.   | A    | Andreas Gabalier                | So liab hob i di                                       | 05 | 0X | 09 | 08 | 22     |
| 09.   | CH   | Geni Good & Glarner Oberkrainer | Chlefeler Schtimmig                                    | 0X | 07 | 05 | 05 | 17     |
| 10.   | CH   | Sarah Jane                      | Bleib doch bei mir                                     | 0X | 06 | 03 | 07 | 16     |
| 11.   | CH   | Sänger Freunde                  | Das Herz einer Mutter                                  | 0X | 04 | 04 | 06 | 14     |
| 12.   | I    | Alex + Grödner Alphornbläser    | Wenn i auf Bergeshöhen steh                            | 03 | 05 | 0X | 03 | 11     |
| 13.   | CH   | Pläuschler                      | Ich kann nicht aufhörn dich zu lieben                  | 0X | 08 | 01 | 01 | 10     |
| 14.   | I    | Volxrock                        | Wenn du kannst                                         | 04 | 03 | 0X | 02 | 09     |
| 15.   | I    | Sauguat                         | Mein Reschen am See                                    | 01 | 01 | 0X | 04 | 06     |
| 16.   | D    | Judith & Mel                    | Liebe gibt, Liebe nimmt                                | 02 | 02 | 02 | 0X | 06     |